# Cinta pels cabells

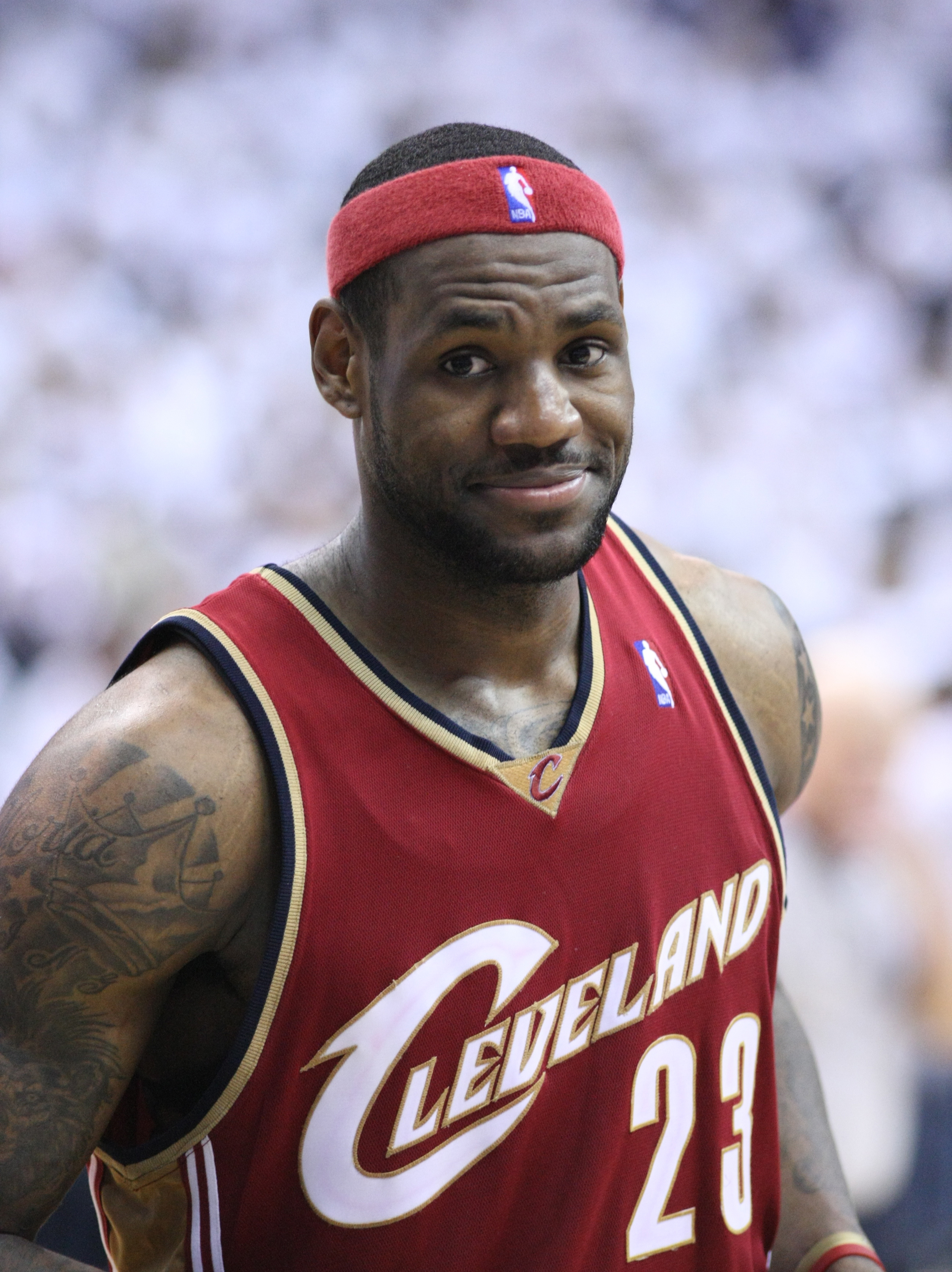
El jugador de bàsquet LeBron James amb una cinta per a absorbir la suor que regalima del cap.

Una cinta per als cabells o cenyidor de cap és una banda d'un material tèxtil que es col·loca generalment al cap, del front fins al clatell. Es pot emprar amb una fi funcional o simplement decorativa.
La cinta per als cabells és un dels complements decoratius i de moda emprats per dones i homes d'ençà de temps antics.

## Història

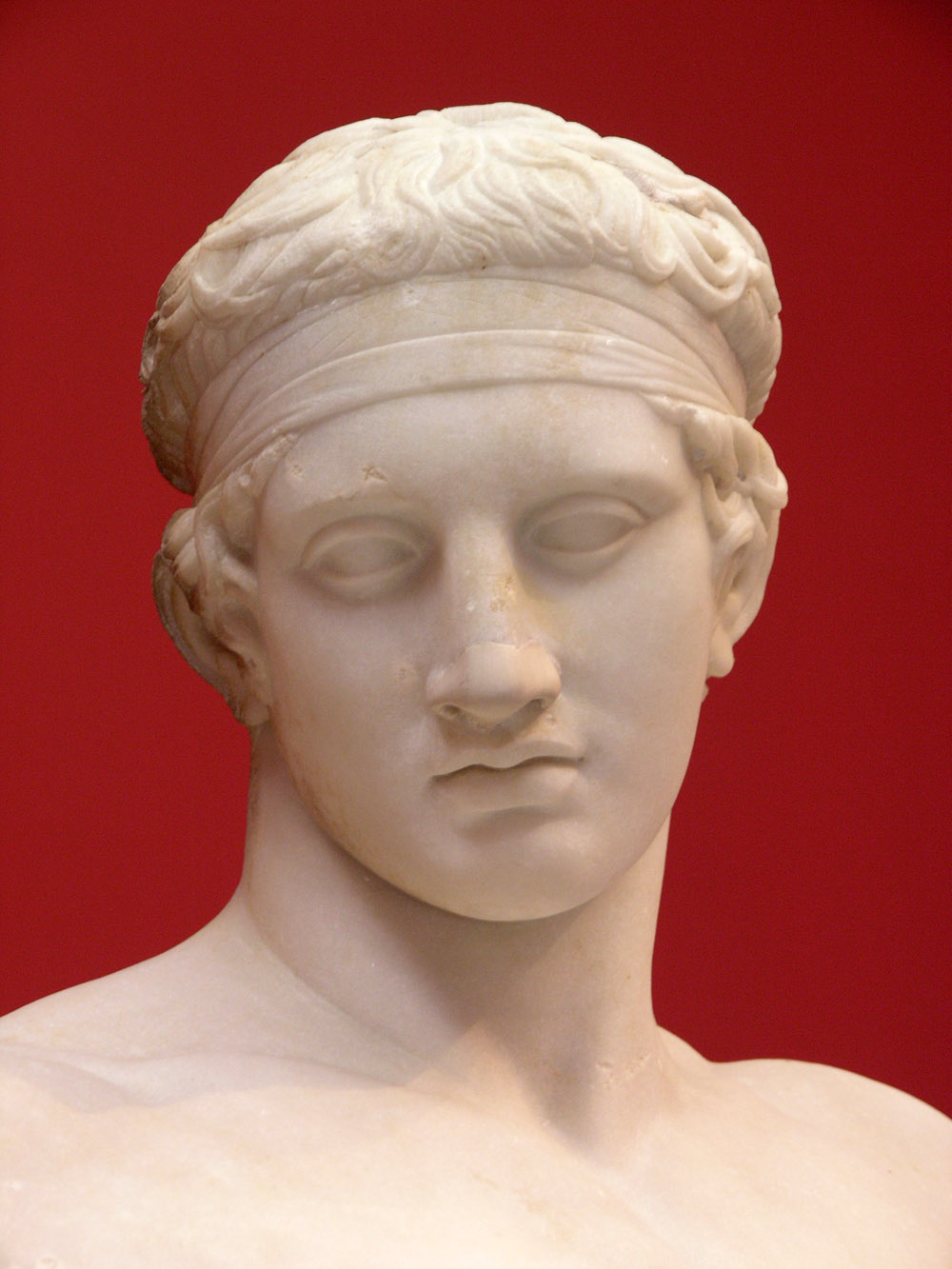
Còpia d'un cap romà d'un jove amb una cinta al cap.

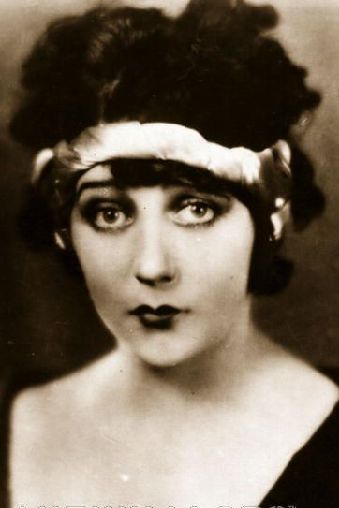
La actriu Bàrbara La Marr (cap al 1922) va utilitzar una cinta com a complement de pentinat

La cinta per als cabells és un accessori de moda antic del qual hi ha registres que daten almenys de l'edat mitjana (per exemple, el segle xi per a mantenir els mocadors que s'utilitzaven al cap en un lloc determinat).
Pel seu aspecte funcional, ço és aplegar els cabells, és un accessori popular tant per a dones de la burgesia com per a dones treballadores. L'actriu Brigitte Bardot va ajudar a popularitzar-lo a França i a l'Occident especialment durant els anys 1960 i 1970, com a accessori de moda. A més, les cases d' alta costura l'han utilitzat com a complement als seus vestits i dissenys, per exemple, el 2013 Dolce & Gabbana, Fendi o Maison Michel.

## Ús en l'esport

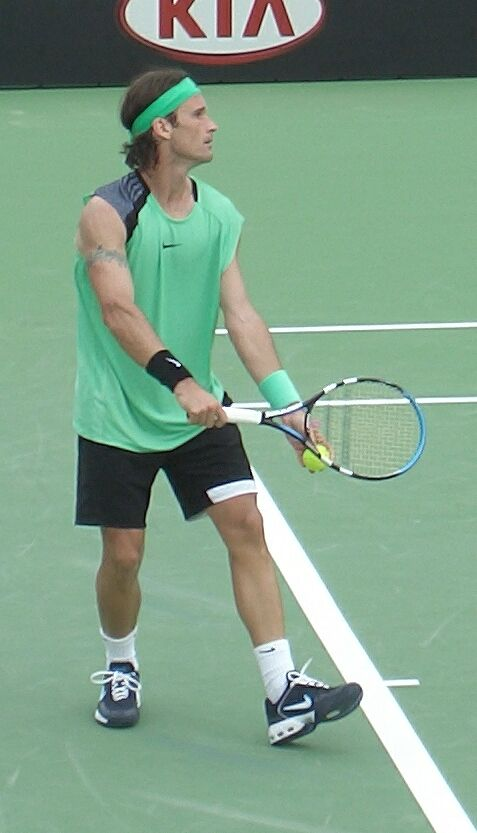
Ús de la cinta per als cabells en la pràctica esportiva

En un context esportiu, la cinta frontal es compon d'un material tèxtil elàstic i en general amb una textura de tovallola. El seu paper primer és d'absorbir la transpiració del cap i el front, de manera que no regalimi ni dificulti la visió de l'atleta. L'altre paper, especialment en el cas de les persones amb els cabells llargs, és de mantenir-los ordenats de manera que no es moguin i no interfereixin amb la visió.
En els esports d'hivern, de vegades se n'utilitza de fetes de materials isolants, la funció de les quals és de mantenir les orelles protegides del fred.

## Altres usos contemporanis
Per a ser utilitzat com un accessori de moda en pentinats, un tapaboca plegat pot reemplaçar el cenyidor per als cabells. Pot ser més o menys ample, cobrint o no les orelles un cop al seu lloc. Els materials, colors i accessoris també són variables. La cinta per als cabells es porta al voltant del cap, sota els cabells, embolicant el cap del coll a l'arrel dels cabells per a mantenir-los i no tapar la cara.